# 파브 멜루

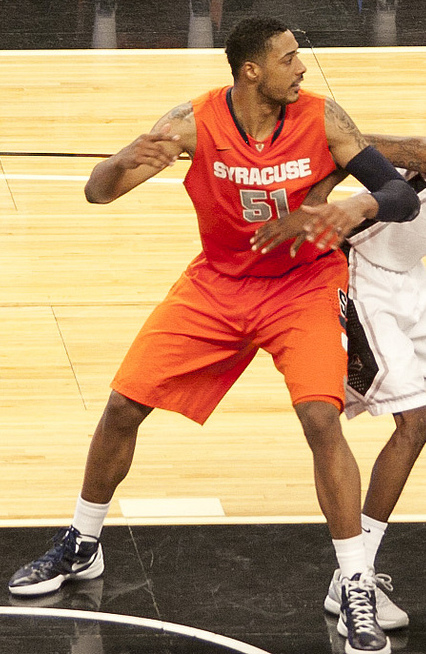

파브 멜루(Fab Melo, 1990년 6월 20일 ~ 2017년 2월 11일)는 브라질의 농구 선수였다. 포지션은 센터이다.